# スチュアート・サトクリフ
スチュアート・ファーガソン・ヴィクター・サトクリフ（英語: Stuart Fergusson Victor Sutcliffe、1940年6月23日 - 1962年4月10日）は、スコットランドの画家、ビートルズの元ベーシスト。愛称は「スチュ(Stu)」。しばしば、「5人目のビートルズ」と呼ばれる。

## 生涯
1942年6月23日、サトクリフはリチャード・サトクリフ（1905年 - 1966年）とマーサ・サトクリフ（1907年 - 1983年）の第一子としてスコットランドエディンバラに生まれ、マージーサイド州ハイトン、リヴァプールで育った。リヴァプール・カレッジ・オブ・アートに進学。外見もよく、画家としての実力にも優れたサトクリフは学校の人気者であった。在学中に共通の友人ビル・ハリーを通じてジョン・レノンと出会い、共同生活をするほどに親しくなる。その仲の良さにはポール・マッカートニーが嫉妬するほどだった。元々楽器は弾けなかったが、1960年に自分の絵が60または65ポンドの高値で売れたことからレノンとマッカートニーに勧められてベースを購入、レノンが設立したスキッフルバンドのクオリーメンに加入した。後に、サトクリフとレノンの発案によりクオリーメンはザ・シルヴァー・ビートルズ(The Silver Beetles)を経てザ・ビートルズへと改称する。
1960年8月、西ドイツハンブルクへビートルズの一員として赴き、クラブでの演奏を始める。そこでクラウス・フォアマンの紹介で写真家のアストリッド・キルヒャーと知り合う。サトクリフは意気投合したキルヒャーと11月には婚約。労働許可証不所持や非行を理由にメンバーたちが次々と強制送還される中、同じく退去命令を受けていたサトクリフもキルヒャーから旅費を借りて1961年2月末に帰国するが、3月15日、単独でハンブルクへ再渡航する。4月1日、ビートルズは2度目のハンブルク巡業を開始。サトクリフの演奏技術は依然高くなく、演奏中にマッカートニーにベースのプラグを抜かれることもあったという。この巡業後、サトクリフは本格的に画家の道に進むことを決意し、ビートルズを脱退。これにより、ギターを担当していたポール・マッカートニーはベーシストに転向することになった。
ビートルズを辞めたサトクリフは、キルヒャーと同居するために奨学金を得てハンブルク美術大学に編入。画家としての創作活動に専念するが1961年の夏頃から頭痛などの体調不良を訴え始め、1962年2月には大学の講義中に倒れた。キルヒャーの母に連れられてハンブルクの病院で診察を受けるも原因が特定できなかったため、一時帰国したサトクリフはより良い設備を備えた病院を受診したが、問題が依然発見されないことから再度ハンブルクに戻り、キルヒャーとの生活を続けた。しかし1962年4月10日に容態が急変し、救急車で病院へ搬送される途中で脳出血により死去した。3回目の巡業のためにビートルズがハンブルクを訪れる前日のことで、メンバーは到着した空港内でキルヒャーによりその訃報を知らされたという。脳出血の原因について詳しくは明らかになっていないが、学生時代に喧嘩した際に頭を強く打ち付けたことが要因になった可能性がある。
レノンは、葬儀への参列や献花を自粛した。しかし後年、妻オノ・ヨーコによればレノンはしばしばサトクリフの名を口にし、「彼はもう1人の自分のような存在だった」と語っていたという。また、キルヒャーから渡された遺品のマフラーを手放すことは無かったという。

## 逸話

### 幻のビートルズ・メンバー
初期ビートルズの象徴のひとつとも言えるマッシュルームカットはアストリッドがサトクリフに施したのが始まりと言われている。
ビートルズがレコードデビューする前に脱退したため、サトクリフの演奏の録音はこれまで存在しないと言われてきたが、1995年にリリースされた『ザ・ビートルズ・アンソロジー1』に、1960年にポールの自宅で録音された曲（「ハレルヤ・アイ・ラヴ・ハー・ソー」、「ユール・ビー・マイン」、「カイエンヌ」）が発表され、この3曲でサトクリフがベースを弾いていることが判明した。また、アルバム『サージェント・ペパーズ・ロンリー・ハーツ・クラブ・バンド』のジャケットに「artist / former Beatle」としてサトクリフが登場している。
サトクリフとジョンの友情を描いた、ビートルズデビュー前を舞台にした映画『バック・ビート』で、サトクリフをスティーヴン・ドーフが演じている。また『ジョン・レノン/青春のビートルズ』にも学友、ハンブルク時代の仲間として登場するが、リー・ウィリアムス演じたサトクリフの方が、『バック・ビート』で演じたドーフよりも顔が似ていたと言われている。また、『バック・ビート』では彼の死因について酒場でチンピラに暴行を受けた際の後遺症としている。